# Luke McNally
Luke McNally (Enfield, 20 settembre 1999) è un calciatore irlandese, difensore del Bristol City.

## Carriera

### Club
McNally ha iniziato la sua carriera in Irlanda con le maglie di Drogheda Utd e St Patrick's prima di firmare con l'Oxford Utd nel gennaio del 2021. A partire dalla stagione successiva è stato integrato in pianta stabile in prima squadra, dove ha messo insieme 35 presenze e segnato 4 reti.
Il 28 giugno 2022 è stato acquistato a titolo definitivo dal Burnley ed il 12 agosto 2022 ha esordito in Championship nella trasferta persa 1-0 contro il Watford. In seguito allo scarso impiego, nel mercato invernale è stato ceduto in prestito al Coventry City. Rientrato al Burnley, nel frattempo promosso in Premier League, il 2 agosto 2023 è stato prestato allo Stoke City per tutta la stagione.

### Nazionale
Ha giocato nella nazionale irlandese Under-19.

## Statistiche

### Presenze e reti nei club
Statistiche aggiornate al 1 febbraio 2024.
| Stagione        | Squadra         | Campionato      | Campionato | Campionato | Coppe nazionali | Coppe nazionali | Coppe nazionali | Coppe continentali | Coppe continentali | Coppe continentali | Altre coppe | Altre coppe | Altre coppe | Totale | Totale | Totale |
| Stagione        | Squadra         | Comp            | Pres       | Reti       | Comp            | Pres            | Reti            | Comp               | Pres               | Reti               | Comp        | Pres        | Reti        | Pres   | Reti   |        |
| --------------- | --------------- | --------------- | ---------- | ---------- | --------------- | --------------- | --------------- | ------------------ | ------------------ | ------------------ | ----------- | ----------- | ----------- | ------ | ------ | ------ |
| 2019            | Drogheda Utd    | 1D              | 31         | 9          | CI+CdL          | 2+1             | 0               |                    | -                  | -                  |             | -           | -           | 34     | 9      |        |
| 2020            | St Patrick's    | PD              | 18         | 1          | CI+CdL          | 1+0             | 0               |                    | -                  | -                  |             | -           | -           | 19     | 1      |        |
| gen.-giu. 2021  | Oxford Utd      | FL1             | 0          | 0          | FACup+CdL       | 0               | 0               |                    | -                  | -                  | FLT         | 0           | 0           | 0      | 0      |        |
| 2021-2022       | Oxford Utd      | FL1             | 30         | 4          | FACup+CdL       | 1+2             | 0               |                    | -                  | -                  | FLT         | 2           | 0           | 35     | 4      |        |
| 2022-gen. 2023  | Burnley         | FLC             | 2          | 0          | FACup+CdL       | 1+1             | 0               |                    | -                  | -                  |             | -           | -           | 4      | 0      |        |
| gen.-giu. 2023  | Coventry City   | FLC             | 22         | 0          | FACup+CdL       | 0               | 0               |                    | -                  | -                  |             | -           | -           | 22     | 0      |        |
| 2023-2024       | Stoke City      | FLC             | 26         | 1          | FACup+CdL       | 1+2             | 0               |                    | -                  | -                  |             | -           | -           | 29     | 1      |        |
| Totale carriera | Totale carriera | Totale carriera | 85         | 11         |                 | 12              | 0               |                    | -                  | -                  |             | 2           | 0           | 99     | 17     |        |